# سارة غيليسبي
سارة غيليسبي (بالإنجليزية: Sarah Gillespie)‏ هي كاتبة غنائية ورسامة ومغنية مؤلفة وعازفة قيثارة ومغنية أمريكية، ولدت في القرن العشرين في لندن في المملكة المتحدة.

## وصلات خارجية
- الموقع الرسمي
- سارة غيليسبي على موقع ميوزك برينز (الإنجليزية)
- سارة غيليسبي على موقع أول ميوزيك (الإنجليزية)